# 狂戀 (海爾希專輯)
《狂戀》是美國歌手海爾希第三張錄音室專輯，於2020年1月17日，由國會唱片發行。《狂戀》在商業上獲得巨大成功，專輯登上《公告牌》二百强专辑榜第2名，首周銷量達到23萬9000張。